# Walk the Moon (album)
Walk the Moon is het debuutalbum van de gelijknamige Amerikaanse rockband Walk the Moon. De eerste single was "Anna Sun" en stond op nummer 10 van de Billboard Alternative Rock Chards en nummer 20 van de Billboard Rock Charts.

## Tracklijst
Alle muziek en teksten zijn geschreven door Nicholas Petricca, behalve wanneer dit aangegeven staat. 
| Nr. | Titel                                                               | Duur |
| --- | ------------------------------------------------------------------- | ---- |
| 1.  | Quesadilla                                                          | 3:15 |
| 2.  | Lisa Baby (Nicholas Petricca, Eli Maiman, Kevin Ray, Sean Waugaman) | 3:53 |
| 3.  | Next in Line                                                        | 4:00 |
| 4.  | Anna Sun                                                            | 5:21 |
| 5.  | Tightrope (Nicholas Petricca, Maiman, Ray, Waugaman)                | 3:31 |
| 6.  | Jenny                                                               | 4:05 |
| 7.  | Shiver Shiver (Petricca, Maiman, Ray, Waugaman)                     | 3:53 |
| 8.  | Lions (Nicholas Petricca, Maiman)                                   | 0:35 |
| 9.  | Iscariot                                                            | 5:24 |
| 10. | Fixin' (Nicholas Petricca, Maiman, Ray, Waugaman)                   | 4:22 |
| 11. | I Can Lift a Car                                                    | 4:49 |

## Medewerkers

### Walk the Moon
- Nicholas Petricca - zang, keyboard, percussie.
- Kevin Ray - bass, zang.
- Sean Waugaman - percussie, zang.
- Eli Maiman - gitaar, zang

### Extra muzikanten
- Lindsay Brandt - zang, handklappen en sunshine voor "Quesadilla".
- Mark Needham - cowboy laarzen voor "Iscariot".
- Dustin Chow - extra drum programmering voor "I Can Lift A Car".

## Productie
- Producer: Ben Allen.
- Mixen: Mark Needham.